# ペラギウス1世 (ローマ教皇)
ペラギウス1世（Pelagius I, ? - 561年3月4日）は、第60代ローマ教皇（在位：556年 - 561年）。